# Суспільне Новини
«Суспільне Новини» — діюче інтернет-ЗМІ та колишній загальноукраїнський суспільний телеканал в складі Національної суспільної телерадіокомпанії України на інформаційну тематику. У діджиталі медіа представлене вебсайтом, сторінками у Facebook, Twitter, Instagram, YouTube, Viber та Telegram, а також мобільним застосунком.

## Історія
Сайт «Суспільне Новини» запущено 2 грудня 2019 року цифровою дирекцією «НСТУ». Шефредакторкою стала Оксана Денисова, авторка телеграм-каналу «The Newsroom», яка до цього працювала заступницею головного редактора видання Insider та журналісткою «Української правди» й «Дзеркала тижня».
20 серпня 2020 року на сайті запустили секцію «Суспільне Спорт». Згодом, 26 листопада 2020 року, запущено також секцію «Суспільне Культура».
27 січня 2021 року запрацював мобільний додаток «Суспільне Новини».
23 травня 2022 року в зв'язку з оновленням дизайн-системи брендів НСТУ інтернет-ЗМІ «Суспільне Новини» дещо змінило логотип.
Вебресурс поділений на декілька рубрик: «Регіони», «Новини», «Тексти» та «Антристрес».
21 листопада 2022 року на місці телеканалу «Суспільне Донбас» розпочав мовлення телеканал «Суспільне Новини».
24 листопада 2022 телеканал «Суспільне Новини» тимчасово замінив телеканал «Суспільне Донбас», через деякий час було повернено мовлення каналу.
Станом на січень 2023 року сумарна авдиторія «Суспільне Новини» в соцмережах налічує понад 1,2 млн підписників.
31 жовтня 2023 року телеканал подавав заявку на участь в конкурсі на отримання ліцензії на мовлення в MX-7 цифрової етерної мережі DVB-T2, але його не було допущено до конкурсу через несплату конкурсних гарантій, але невдовзі відбудуться зміни в законі «Про суспільні медіа України», які дозволять телеканалу отримати ліцензію на мовлення без конкурсу.
31 грудня 2023 року, було припинено мовлення каналу на супутнику Amos 3, який здійснив мовлення в SD.
19 липня 2024 року телеканал припинив своє мовлення. Причиною цього було відновлення самостійного мовлення Першого каналу Суспільного мовлення 21 травня того ж року.

## Наповнення етеру
- Історія з братами Капрановими
- Кримське питання
- Новий відлік
- Суспільне. Студія
- Суспільне. Спорт
- Суспільне. Новини
- Як справи?
- Я. Є. Тил
- Я залишаюсь

## Оцінки
Згідно з даними Інституту масової інформації (ІМІ) у вересні 2021 року «Суспільне Новини» увійшло до «білого списку» українських медіа, які мають рівень якісної інформації понад 96 %.
30 грудня 2021 року ІМІ опублікував звіт моніторингу інтернет-ЗМІ, згідно з яким у четвертому кварталі 2021 року понад 96 % матеріалів «Суспільне Новини» не містили порушень журналістських стандартів. За показником дотримання професійних стандартів онлайн-медіа посіло 1 місце з 12.
У березні 2022 року ІМІ рекомендував інтернет-ЗМІ «Суспільне Новини», як достовірне медіа, якому можна довіряти.